# Comuna de Rytro
Rytro (polaco: Gmina Rytro) é uma gminy (comuna) na Polónia, na voivodia de Pequena Polónia e no condado de Nowosądecki.
De acordo com os censos de 2004, a comuna tem 3626 habitantes, com uma densidade 86,5 hab/km².

## Área
Estende-se por uma área de 41,92 km², incluindo:
- área agricola: %
- área florestal: 74%. Stanowi to 2,7%

Esta comuna representa 74%. Stanowi to % da área do condado.

## Subdivisões
- Obłazy Ryterskie, Roztoka Ryterska, Rytro, Sucha Struga, Życzanów.